# Álbuns número um na Billboard 200 em 2013

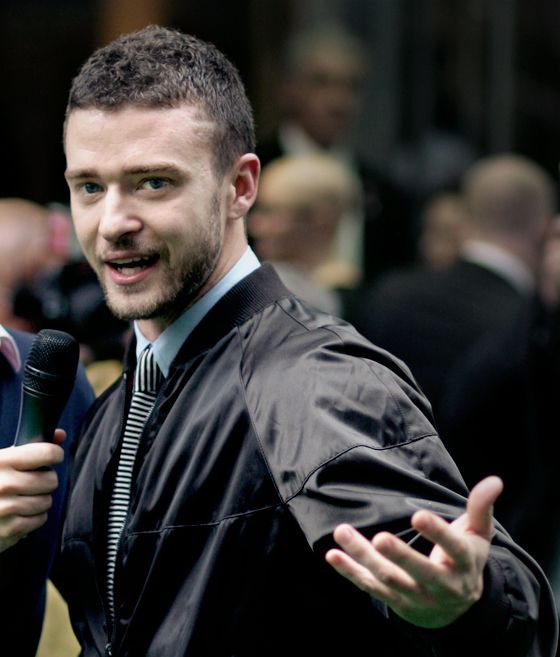
The 20/20 Experience, de Justin Timberlake, permaneceu três semanas consecutivas na liderança da tabela musical. Além disso, o volume 2 do disco também conseguiu a primeira posição durante uma edição.

A lista dos álbuns que alcançaram a primeira posição da Billboard 200 no ano de 2013 foi realizada através de dados compilados pela Nielsen Soundscan, com base nas vendas físicas e digitais dos álbuns a cada semana, nos Estados Unidos, e publicados pela revista Billboard. Durante o decorrer do ano, 44 foram os discos que atingiram o topo da tabela nas 52 edições da revista.
Taylor Swift abriu o ano na tabela musical com 276 mil cópias vendidas de Red, continuando a liderança de duas semanas que fecharam as contas de 2012. A encerrar o ciclo, com 617 mil unidades facturadas, foi o disco homónimo de Beyoncé. No entanto, foi The 20/20 Experience, de Justin Timberlake, que mais semanas permaneceu no topo da lista, com três consecutivas mais uma com o volume 2 do disco. Timberlake, com as 968 mil unidades que vendeu, tornou-se no artista do ano que mais facturou na tabela musical dos Estados Unidos, algo que não era conseguido em iguais circunstâncias desde 2005, altura em que 50 Cent lançou o seu quarto álbum The Massacre.
Ao longo de 2013, outros destaques vão para a banda One Direction, que com o seu terceiro disco de originais Midnight Memories a estrear no topo, conseguiram tornar-se no primeiro grupo a conseguir tal feito e no segundo a posicionar os três primeiros discos nessa posição desde The Monkees em 1967. Com o seu trabalho homónimo a liderar a tabela, Beyoncé é a primeira artista feminina a quebrar o recorde com os seus cinco projectos editados ao longo da sua carreira. ASAP Rocky, Selena Gomez e Ariana Grande, com as suas respectivas obras de estreia a solo, obtiveram a primeira posição durante o decorrer do ano. Não foram somente os álbuns de estúdio a liderarem a tabela musical: a banda sonora Les Misérables: Highlights from the Motion Picture Soundtrack, do filme britânico Os Miseráveis, debutou no topo com 92 mil cópias distribuídas.

## Histórico

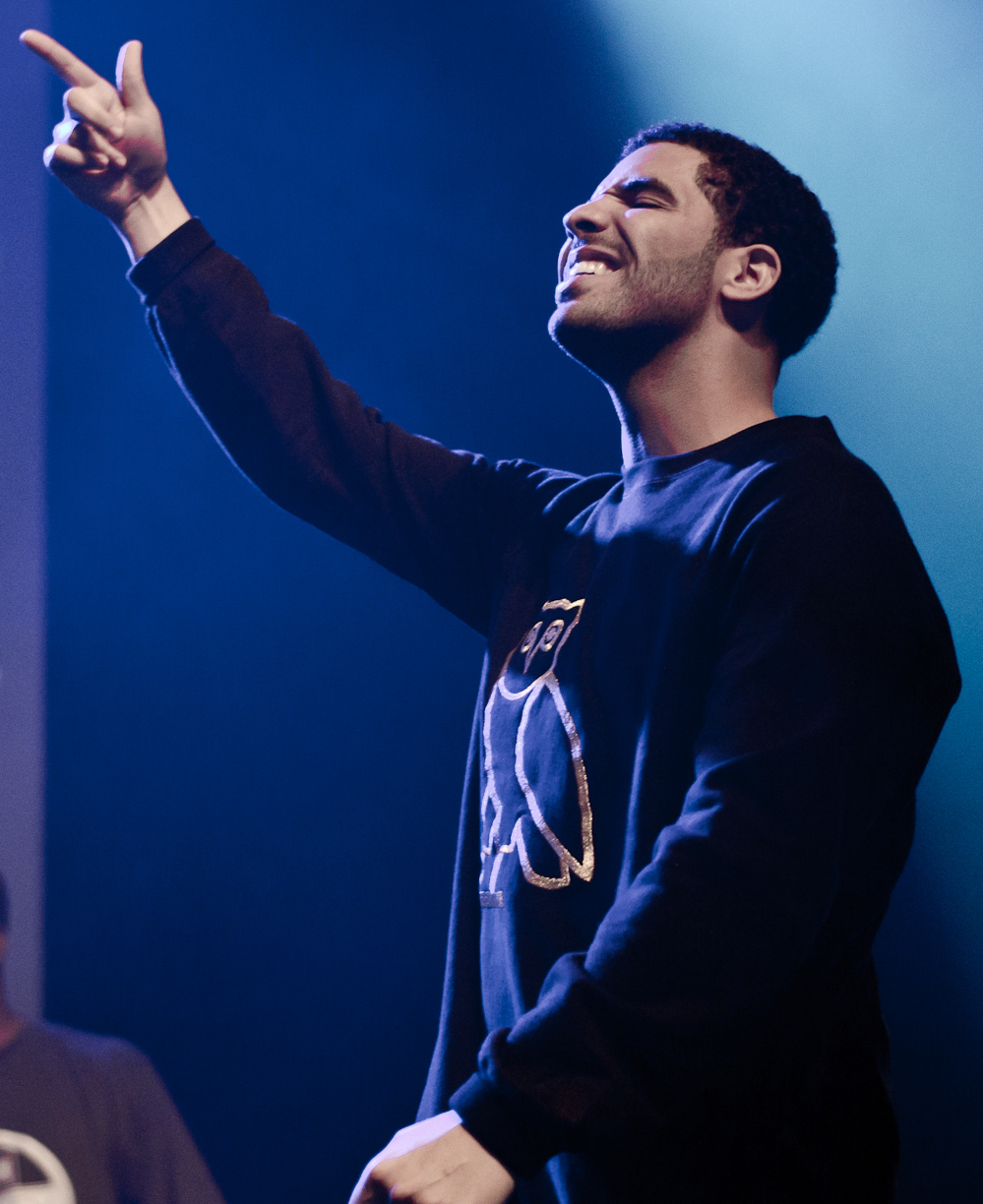
O terceiro álbum de Drake, Nothing Was the Same, seguiu o exemplo dos seus antecessores e estreou na liderança da tabela com 658 mil cópias vendidas.

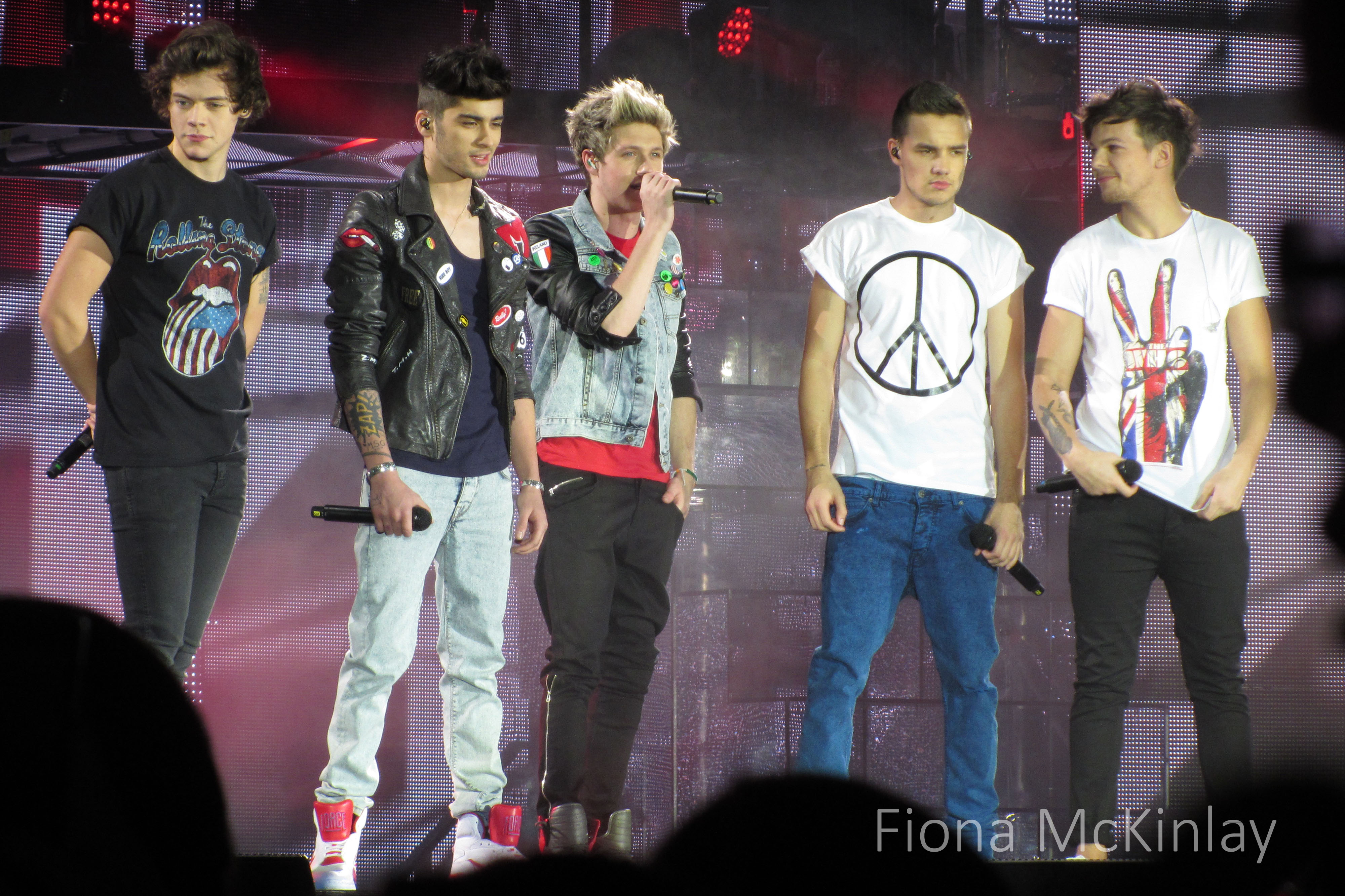
A banda One Direction conseguiu estrear no primeiro lugar o seu terceiro disco de originais, Midnight Memories, sendo o primeiro grupo a obter tal recorde.

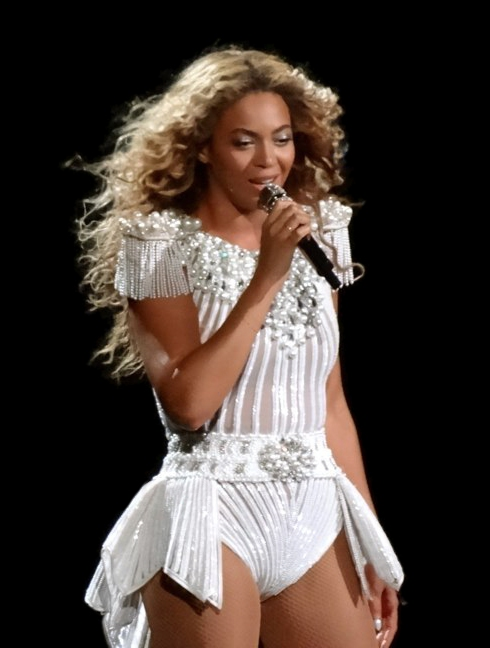
Com o seu disco homónimo, Beyoncé Knowles tornou-se na única artista feminina a conseguir estrear os cinco projectos da sua carreira no topo da Billboard 200.

| † | Indica o álbum com melhor desempenho em 2013. |

| Data            | Álbum                                                         | Artista(s)              | Vendas aproximadas | Referência(s) |
| --------------- | ------------------------------------------------------------- | ----------------------- | ------------------ | ------------- |
| 5 de Janeiro    | Red                                                           | Taylor Swift            | 276 mil            | [ 5 ]         |
| 12 de Janeiro   | Red                                                           | Taylor Swift            | 241 mil            | [ 6 ]         |
| 19 de Janeiro   | Les Misérables: Highlights from the Motion Picture Soundtrack | Vários                  | 92 mil             | [ 7 ]         |
| 26 de Janeiro   | Burning Lights                                                | Chris Tomlin            | 73 mil             | [ 8 ]         |
| 2 de Fevereiro  | Long. Live. ASAP                                              | ASAP Rocky              | 139 mil            | [ 9 ]         |
| 9 de Fevereiro  | Set You Free                                                  | Gary Allan              | 106 mil            | [ 10 ]        |
| 16 de Fevereiro | Believe Acoustic                                              | Justin Bieber           | 211 mil            | [ 11 ]        |
| 23 de Fevereiro | All That Echoes                                               | Josh Groban             | 145 mil            | [ 12 ]        |
| 2 de Março      | Babel                                                         | Mumford & Sons          | 185 mil            | [ 13 ]        |
| 9 de Março      | Babel                                                         | Mumford & Sons          | 63 mil             | [ 14 ]        |
| 16 de Março     | Unorthodox Jukebox                                            | Bruno Mars              | 95 mil             | [ 15 ]        |
| 23 de Março     | Spring Break…Here to Party                                    | Luke Bryan              | 150 mil            | [ 16 ]        |
| 30 de Março     | What About Now                                                | Bon Jovi                | 101 mil            | [ 17 ]        |
| 6 de Abril      | The 20/20 Experience †                                        | Justin Timberlake       | 968 mil            | [ 18 ]        |
| 13 de Abril     | The 20/20 Experience †                                        | Justin Timberlake       | 318 mil            | [ 19 ]        |
| 20 de Abril     | The 20/20 Experience †                                        | Justin Timberlake       | 139 mil            | [ 20 ]        |
| 27 de Abril     | Paramore                                                      | Paramore                | 106 mil            | [ 21 ]        |
| 4 de Maio       | Save Rock and Roll                                            | Fall Out Boy            | 154 mil            | [ 22 ]        |
| 11 de Maio      | To Be Loved                                                   | Michael Bublé           | 195 mil            | [ 23 ]        |
| 18 de Maio      | Life on a Rock                                                | Kenny Chesney           | 153 mil            | [ 24 ]        |
| 25 de Maio      | Golden                                                        | Lady Antebellum         | 167 mil            | [ 25 ]        |
| 1 de Junho      | Modern Vampires of the City                                   | Vampire Weekend         | 134 mil            | [ 26 ]        |
| 8 de Junho      | Random Access Memories                                        | Daft Punk               | 339 mil            | [ 27 ]        |
| 15 de Junho     | Random Access Memories                                        | Daft Punk               | 93 mil             | [ 28 ]        |
| 22 de Junho     | ... Like Clockwork                                            | Queens of the Stone Age | 91 mil             | [ 29 ]        |
| 29 de Junho     | 13                                                            | Black Sabbath           | 155 mil            | [ 30 ]        |
| 6 de Julho      | Yeezus                                                        | Kanye West              | 327 mil            | [ 31 ]        |
| 13 de Julho     | The Gifted (álbum)                                            | Wale                    | 158 mil            | [ 32 ]        |
| 20 de Julho     | Born Sinner                                                   | J. Cole                 | 58 mil             | [ 33 ]        |
| 27 de Julho     | Magna Carta Holy Grail                                        | Jay-Z                   | 527 mil            | [ 34 ]        |
| 3 de Agosto     | Magna Carta Holy Grail                                        | Jay-Z                   | 129 mil            | [ 35 ]        |
| 10 de Agosto    | Stars Dance                                                   | Selena Gomez            | 97 mil             | [ 36 ]        |
| 17 de Agosto    | Blurred Lines                                                 | Robin Thicke            | 177 mil            | [ 37 ]        |
| 24 de Agosto    | The Civil Wars                                                | The Civil Wars          | 116 mil            | [ 38 ]        |
| 31 de Agosto    | Crash My Party                                                | Luke Bryan              | 528 mil            | [ 39 ]        |
| 7 de Setembro   | Crash My Party                                                | Luke Bryan              | 159 mil            | [ 40 ]        |
| 14 de Setembro  | Hail to the King                                              | Avenged Sevenfold       | 159 mil            | [ 41 ]        |
| 21 de Setembro  | Yours Truly                                                   | Ariana Grande           | 138 mil            | [ 42 ]        |
| 28 de Setembro  | Fuse                                                          | Keith Urban             | 98 mil             | [ 43 ]        |
| 5 de Outubro    | From Here to Now to You                                       | Jack Johnson            | 117 mil            | [ 44 ]        |
| 12 de Outubro   | Nothing Was the Same                                          | Drake                   | 658 mil            | [ 45 ]        |
| 19 de Outubro   | The 20/20 Experience 2 of 2                                   | Justin Timberlake       | 350 mil            | [ 46 ]        |
| 26 de Outubro   | Bangerz                                                       | Miley Cyrus             | 270 mil            | [ 47 ]        |
| 2 de Novembro   | Lightning Bolt                                                | Pearl Jam               | 166 mil            | [ 48 ]        |
| 9 de Novembro   | Prism                                                         | Katy Perry              | 286 mil            | [ 49 ]        |
| 16 de Novembro  | Reflektor                                                     | Arcade Fire             | 140 mil            | [ 50 ]        |
| 23 de Novembro  | The Marshall Mathers LP 2                                     | Eminem                  | 792 mil            | [ 51 ]        |
| 30 de Novembro  | Artpop                                                        | Lady Gaga               | 258 mil            | [ 52 ]        |
| 7 de Dezembro   | The Marshall Mathers LP 2                                     | Eminem                  | 120 mil            | [ 53 ]        |
| 14 de Dezembro  | Midnight Memories                                             | One Direction           | 546 mil            | [ 3 ]         |
| 21 de Dezembro  | Blame It All on My Roots: Five Decades of Influences          | Garth Brooks            | 146 mil            | [ 54 ]        |
| 28 de Dezembro  | Beyoncé                                                       | Beyoncé                 | 749 mil            | [ 4 ]         |